# Le Sermon sur la montagne
Le Sermon sur la montagne est un tableau réalisé vers 1656 par le peintre français Claude Gellée, dit le Lorrain. Conservée au sein de la Frick Collection, à New York, aux États-Unis, cette huile sur toile est une peinture chrétienne qui représente le sermon sur la montagne prononcé par Jésus-Christ, ici figuré entouré de ses douze Apôtres. Elle place par ailleurs cet épisode biblique dans un vaste paysage peuplé de disciples, de brebis et de chameaux au premier plan à droite, tandis que le Jourdain peut être aperçu à l'arrière-plan à gauche.